# Philippe d'Ibelin (1253-1318)
Pour les articles homonymes, voir Philippe d'Ibelin.
Philippe d'Ibelin (1253-1318), est le fils de Guy d'Ibelin, maréchal et connétable de Chypre, et de Philippa Barlais.
Il fut sénéchal du royaume de Chypre.
Il épousa en premières noces Marie, fille de Vahram d'Hanousee et de Marie d'Ibelin, et en secondes noces vers 1295 Marie Embriaco († 1331), dame du Gibelet, fille de Guy II Embriaco. De ce second mariage, il eut 5 enfants dont une seulement aura une descendance:
- Jean d'Ibelin (1302 † après 1317).
- Guy d'Ibelin, sénéchal de Chypre († 1331), marié à Marguerite d'Ibelin, un enfant parvient à l'âge adulte, Alice.
- Balian d'Ibelin († 1349), marié également à une dénommée Marguerite d'Ibelin, sans postérité.
- Isabelle d'Ibelin (1300 † après 1342), mariée d'abord à Fernand de Majorque, prince d'Achaïe († 1316), un enfant naît de cette union : Ferdinand (1316-† 1342).
- Helvise d'Ibelin (1307 † après 1347), mariée en 1324 à Henri II de Brunswick-Grubenhagen.